# Umetnost s kolesom po Miljah
Umetnost s kolesom po Miljah (nemško KUNSTradln in Millstatt) je mednarodna umetniška razstava v Miljah (Millstatt) (na Koroškem v Avstriji), za katero so značilne različne umetniške postaje, raporejene po celotnih Miljah in med sabo povezane s kolesarsko potjo.

## Koncept in organizacija
Prva razstava je bila postavljena leta 2018, in se ponovil v letih 2019 in 2020, temelji na subvenciji Evropske unije - Evropski sklad za regionalni razvoj 2014–2020.
Trenutno ima 37 postaj na različnih lokacijah po miljah (2018, 2019, 2020). Te postaje so povezane v krožno kolesarsko pot, zato se jih lahko obišče bodisi peš bodisi s kolesom (od tod tudi ime).
Navzočih je 150 umetniških del mednarodno uveljavljenih umetnikov iz Avstrije/AVS, Nemčije/NEM, Združenih držav Amerike/ZDA, Švice/SVI, Švedske, Hrvaške/HRV, Poljske/POL, Grčije/GRC, Španije/SPA, Italije/ITA, Madžarske/MAD, Južne Koreje/KOR in Gvatemale/GVA.
Ta razstava je prvič povezala že obstoječe umetniške in kulturne ustanove v Miljah v skupen projekt. Poleg tega projekt odpira tudi številne nove in včasih neobičajne lokacije za predstavitev sodobne umetnosti.
Pobudnica in kustos inja programa je Petra Weißenböck, sicer direktorica Galerije KUNSTradln ("KUNSTradln Galerie & Café"), kjer se nahaja tudi sedež projekta. Projekt financira Avstrijska Zvezna Vlada (oddelek za umetnost in kulturo), Dežela Koroška (oddelek za kulturo) in mesto Milje, kot tudi nekaj zasebnih sponzorjev (poleg subvenciji EU, glej zgoraj).
Od leta 2021 je bil projekt "Umetnost s kolesom po Miljah" spremenjen v "millstART", kurator: Tanja Prušnik. Postaje se nahajajo samo v Miljskem samostanu, in koncept postaj po vsem Millstattu je ukinjen.

## Lokacije in umetniki
Lokacije in umetniki so podrobno predstavljeni v razstavnih katalogih. Tu so izpostavljene samo nekatere bolj znane lokacije kot tudi udeleženci.

### Lokacije
Do zdaj je bilo 37 postaj:
- Več postaj je nastanjenih (2018, 2019, 2020) v Miljskem samostanu in njegovem dvorišču, samostanskem muzeju, renesančnih arkadah, nekdanjem gradu velikega mojstra vitezov sv. Jurija z novo Lindenhofovo galerijo in v samostanskem vrtu.
- Druge postaje se nahaja (2018, 2019, 2020) v središču Milj, natančneje v rotovžu, kongresnem centru in več starih meščanskih hišah in trgovinah.
- Več postaj se nahaja (2018, 2019) ob Miljskem jezeru, z več kipi razpostavljenimi po parku in sprehajališču ter nekaterimi umetniškimi delu v hotelih in restavracijah ob jezeru.
- V okrožju Obermillstatt sta dve postaji (2019).

### Umetniki
Do sedaj predstavljeni 150 umetniki predstavljajo različne veje sodobne likovne umetnosti. Prihajajo iz 14 različnih držav (Avstrija, Nemčija, Švica, Italija, Madžarska, Hrvaška, Španija, Švedska, Grčija, Romunija, Združene države Amerike, Južna Koreja, Libanon, Gvatemala). Tu je predstavljen izbor:
- Slikarstvo: Helmut Arnez (AVS, 2018), Bettina Beranek (AVS, 2020), Therese Eisenmann (AVS, 2019), Cäcilia Falk (AVS, 2018), Josef Floch (ZDA, 2018), Dietmar Franz (AVS, 2019), Harald Gfader (AVS, 2019), Franziska Güttler (AVS, 2019), Alois Hain (AVS, 2019, Bertram Hasenauer (AVS, 2019), Manfred Hebenstreit (AVS, 2019), Ursula Heindl (NEM, 2019), Daniel Hosenberg (AVS, 2019), Eva Hradil (AVS, 2019), Mariana Ionita (ROM-AVS, 2019), Peter Jaruszewski (POL, 2019), Franz Kaindl (AVS, 2018), Edith Kramer (ZDA, 2018), Lisa Kunit (AVS, 2018), Maria Lassnig (ZDA-AVS, 2018), Michael Maier (AVS, 2020), Martina Montecuccoli (ITA, 2019), Alois Mosbacher (AVS, 2018), Ingrid Niedermayr (AVS, 2018-2019), Bettina Patermo (AVS, 2018), Katja Praschak (AVS, 2018), Gabriele Schöne (AVS, 2018), Wilhelm Seibetseder (AVS, 2018-2020), Helmut Swoboda (AVS, 2018), Maria Temnitschka (AVS, 2018), Rudolf Vogl/ "VOKA" (AVS, 2018-2019), Larissa Tomasetti (ITA, 2019), Marlies Wagner (AVS, 2020), Johann Weyringer (AVS, 2018);
- Modno oblikovanje: program je organiziran za „eyes & ah“ Milje (za Carolin Berger, Denise Hirtenfelder (oboje AVS, 2019): razstava “Work in progress”[7]);
- Grafika: Peter Androsch (AVS, 2018-2019), Wojteka Krzywobłocki (POL, 2018-2019), Thomas Laubenberger-Pletzer (AVS, 2018), Ingrid Neuwirth (AVS, 2018-2019), Michael Printschler (AVS, 2018-2019), Rudolf Sodek (AVS, 2018-2019), Hermann Staudinger (AVS, 2020);
- Kiparstvo: Amy Brier (ZDA, 2018), Nemanja Cvijanović (HRV, 2018), Peter Dörflinger (AVS, 2019), René Fadinger (AVS, 2019), Lukas Fuetsch (AVS, 2019), Michael Fuetsch (AVS, 2019), Herbert Golser (AVS, 2018), Thomas Györi (AVS-MAD, 2019-2020), Clemens Heinl (NEM, 2018), Robert Kabas (AVS, 2018), Alois Lindenbauer (AVS, 2018), Helmut Machhammer (AVS, 2018), Werner Pirker (AVS, 2020), Georg Planer (AVS, 2018), Egon Straszer (AVS, 2018-2020), Manfred Wakolbinger (AVS, 2018), Niclas A. Walkensteiner (AVS, 2018), Daniel Wetzelberger (AVS, 2019), Markus Wilfling (AVS, 2018), Manfred Kielnhofer (AVS, 2019, 2020);
- Umetniška inštalacija: Brigitte Corell (AVS. 2018), Regula Dettwiler (SVI, 2018), Stefan Draschan (AVS, 2018), Johannes Heuer (AVS, 2019), Tomas Hoke (AVS, 2018-2019), Gerhard Kaiser (AVS, 2018), Brigitte Kowanz (AVS, 2018), Walter Kupferschmidt (AVS, 2020), Brigitte Lang (AVS, 2019), Elke Maier (AVS, 2018), Oswald Oberhuber (AVS, 2018), Adele Razkövi (AVS-MAD, 2018-2019), Katharina Steiner (AVS, 2018-2019), Andreas Werner (AVS, 2018);
- Fotografija: Christian Brandstätter (AVS, 2019), Barbara Essl (AVS, 2020), Johannes Leitner (AVS, 2018), Detlev Löffler (AVS, 2020), Sang Hoon Ok (JKOR, 2018), Max Seibald (AVS, 2018-19), Mathias Swoboda (AVS, 2018);
- Keramika: Maria Baumgartner (AVS, 2018, 2020), Veronika Dirnhofer (AVS, 2018), Gabriele Hain (AVS, 2018); Nina Höller (AVS, 2019); Szilvia Ortlieb (AVS, 2019); Daniel Wetzelberger (AVS, 2019);
- Tekstilna umetnost: Gabriele Gruber-Gisler (AVS, 2019), Lore Heuermann (NEM, 2018), Frenzi Rigling (SVI-AVS, 2018), Anneliese Schrenk (SVI, 2018), Frederike Schweizer (SVI-AVS, 2018);
- Umetniška Performance & Ples: Regina José Galindo (GVA, 2018), Jakob Lena Knebl (AVS, 2018), Andrea Schlehwein (NEM, 2018), Billi Thanner (AVS, 2020);
- Film-video: Mariola Brillowska (POL, 2018), Jerzy Kucia (POL, 2018), Jochen Kuhn (NEM, 2018), Manfred Neuwirth (AVS, 2019), Hubert Sielecki (AVS, 2018), Ana Vasof (GRC-AVS, 2018-2019);
- Nakit-Design: Ana Heindl (AVS, 2018);